# Jeanine Tesori

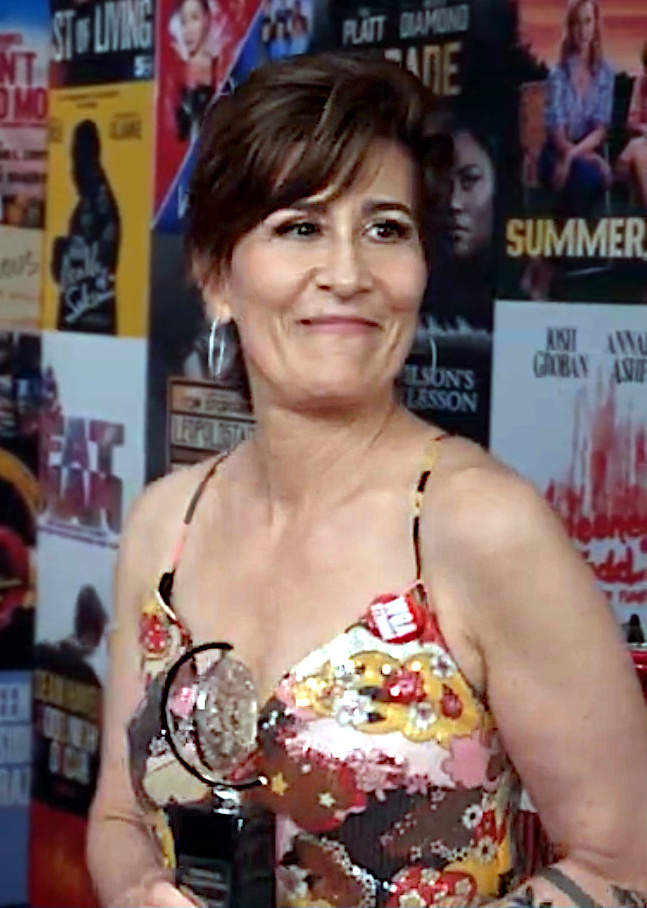
Jeanine Tesori, 2023

Jeanine Tesori (* 10. November 1961 in Port Washington, New York, früher in ihrer Karriere unter dem Namen Jeanine Levenson bekannt) ist eine US-amerikanische Komponistin und Arrangeurin.

## Leben
Als sie im Alter von 14 Jahren eine Off-Broadway-Produktion von Godspell sah, fühlte sie sich laut eigener Aussage, als wolle sie nirgends sonst sein. Dennoch fing sie später zunächst eine andere Ausbildung an, wechselte dann jedoch zu einem Musik-Studium, das sie am Barnard College abschloss. Sie dirigierte u. a. die Original Broadway-Produktion des Musicals Tommy, in gleicher Funktion war sie auch 1995 bei der deutschen Produktion dieses Musicals am Musical Theater Offenbach tätig.
2023 wurde Tesori in die American Academy of Arts and Sciences gewählt.
Sie lebt mit ihrem Mann, dem Arrangeur und Dirigenten Michael Rafter, und ihrer Tochter Siena in Manhattan.

## Werk
Ihr Debüt am Broadway hatte Jeanine Tesori 1995, als sie Tanzmusik für die Wiederaufnahme des Musicals How to Succeed in Business Without Really Trying schrieb. Im Jahr davor wurde ihr Musical Violet erstmals auf der O’Neill Music Theatre Conference vorgestellt, das 1997 dann am Off-Broadway aufgeführt wurde und für das sie mehrere Auszeichnungen erhielt. Danach komponierte und arrangierte sie noch für weitere Musicals und Revuen.
Im Jahr 2000 komponierte sie zusätzliche Musik für das Musical Thoroughly Modern Millie, wofür sie einen Drama Desk Award und die Nominierung für einen Tony Award erhielt. Seitdem hat sie auch für mehrere Filme die Musik geschrieben und an weiteren Musicals mitgearbeitet.
Im Dezember 2013 hatte ihre Oper The Lion, The Unicorn, and Me, basierend auf dem gleichnamigen Kinderbuch von Jeanette Winterson mit einem Libretto von J. D. McClatchy, Premiere im Kennedy Center in einer Produktion der Washington National Opera.
Zu ihren bislang größten Erfolgen gehören Fun Home und Kimberly Akimbo, die zahlreiche Preise erhielten, u. a. Tony-Awards für Bestes Musical und Beste Originalmusik. Außerdem Shrek – Das Musical, das für mehrere Tony-Awards nominiert wurde und sowohl am Broadway, Londoner West-End sowie international aufgeführt wurde.